# 李慈銘

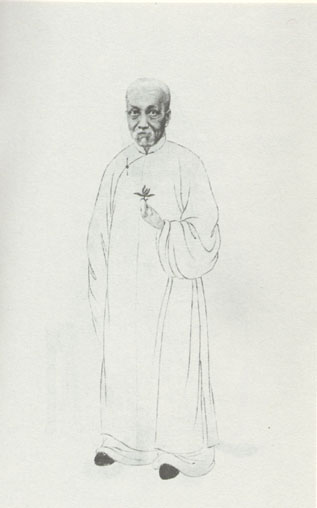
李慈銘

李 慈銘（り じめい、Li Ciming、道光9年12月27日（1830年1月21日） - 光緒20年11月24日（1894年12月20日））は、清末の詩人・歴史家。字は㤅伯、号は蓴客。書斎を越縵堂と名付けたことから、越縵先生と呼ばれる。

## 概要
浙江省紹興府会稽県出身。乾隆・嘉慶年間の考証学の流れを受け継ぎ、経学と史学を修めた。1861年に進士となり、官職は山西道監察御史に至った。1894年、日清戦争の敗北を聞き、衝撃のあまり血を吐いて死去した。
彼が著した『越縵堂日記』は41年間の生活経験を記載し、文字数は数百万字にのぼる。これは清代で最も有名な日記であり、文学的価値は非常に高い。1920年に生前親交のあった蔡元培によって出版された。

## 著書
- 『越縵堂日記』
- 『湖塘林館駢体文鈔』
- 『白華絳跗閣詩集』
- 『後漢書集注』
- 『北史補伝』
- 『歴史論讃補正』
- 『歴代史』